# مقاييس الوجدان
يعد الحصول على تقارير ذاتية من المشاركين لتحديد أحاسيسهم الحالية أو متوسط أحاسيسهم خلال فترة زمنية طويلة من الطرائق الشائعة لدراسة الشعور البشري. يُشار إليه بمقاييس الوجدان أو مقاييس الشعور. وعلى الرغم من وجود مقاييس وجدانية متفاوتة تسمح بتقدير الميول الأساسية لتجربة شعورية معينة، إلا أن هذا النوع من اختبارات السمات الراسخة يُدرج ضمن اختبارات الشخصية.

## تمييز الوجدان عن المصطلحات الأخرى
لاحظت الأعمال البحثية التداخل في استخدام مصطلحات «الشعور» و«الوجدان» و«المزاج». إذ يمكن للفهم الناقص لهذه المفاهيم أن يؤثر على اختيار المقاييس المستخدمة في تقييم المكونات الشعورية المهمة للدراسة، مما قد يؤدي بدوره إلى نتائج بحثية أقل مثالية. ازدادت أهمية التفريق بين هذه المفاهيم الأساسية في أبحاث الوجدان في العصر الحالي، إذ بُذلت جهودٌ منظمةٌ للتخلص من مرحلة الاستخدام الشائك لهذه المصطلحات.

### الوجدان
يشير الوجدان إلى إحساس نفسي نابع من الجسد يكمن وراء كل تجربة شعورية. ويكون متباينًا في تكافئه (بين المزعج والمبهج) وإثارته (بين المعطل والمفعل). وعلى الرغم من أن الوجدان مصطلح عام، ولكن جوهر الوجدان هو واحد من المكونات الأساسية المشكلة للوحدة الشعورية الأساسية، المسماة بالحلقة الشعورية النموذجية، حسب ما ورد في أعمال راسل وباريت المهمة. وأشارا إلى وجود مكونات أخرى إلى جانب جوهر الوجدان تشكّل جزءًا من الوحدة الشعورية، مثل سلوك التعبير الشعوري الوجهي.

### الشعور
الشعور هو «مجموعة معقدة من الفعاليات الفرعية المترابطة المتعلقة بأمر معين». وبكلمات أخرى، الشعور هو مركب فيزيائي يشكله عدد كبير من المكونات الأساسية. تُستمد وجهة النظر هذه من الطريقة البنائية النفسية، والتي هي منهج حديث العهد وغني نظريًا. يمكن تقسيم دراسات الشعور البشري إلى قسمين عمومًا، هما منهج الشعور الأساسي والتقييم. تنظر طريقة التقييم إلى الشعور على أنه تجربة قصيرة الأمد تُشرك التقييم المعرفي ضمن سماتها المميزة، بينما يعتقد المنهج الشعوري الأساسي بوجود أنواع خاصة في الحالات الشعورية.

### المزاج
يتميز المزاج عن الشعور بالمدة والشدة. بشكلٍ عامٍ، يُعتبر المزاج أكثر إدامة وأقل شدة من الحالة الشعورية، وبالنتيجة فهو أكثر استقرارًا. إذ يقع بين الحالات الشعورية العابرة والسمات الأكثر استدامة.

## لمحة عامة عن مقاييس الوجدان
تعتمد إحدى تصنيفات مقاييس الوجدان على ما إذا كان المقياس يركز على حالة عابرة أو على بعد سمة مستقرة نسبيًا. توفر تعليمات المقاييس أطرًا زمنية مختلفة من أجل اختبار الاستمرارية بين الحالة والسمة. على سبيل المثال، يقوم السؤال المطروح على الشكل «كيف تشعر عادةً في حياتك اليومية..؟» بقياس حالة عابرة، بينما السؤال المطروح على الشكل «كيف تشعر الآن في هذه اللحظة تحديدًا؟» فهو يقيس السمات الشعورية.
يعد التمييز بين منهج الحالات المميزة والمنهج البُعدي طريقةً أخرى لتصنيف المقاييس. تشمل أمثلة المقاييس المستخدمة في منهج الحالات المميزة على معلومات الحالات المزاجية (بّي أوه إم إس 2) وسجل اضطراب الحالة والسمة. يتبنى المنهج البُعدي الطريقة البنائية النفسية، ولكنه انتُقد لافتراضه «إمكانية اختصار المشاعر إلى حالات مبهجة ومزعجة أو إمكانية تقديم الوجدان لوحده تفسيرًا كافيًا عن الشعور». تشمل أمثلة مقاييس المنهج البُعدي على جدول الوجدان الإيجابي والسلبي (بّي إيه إن إيه إس) ومجسمات التقييم الذاتي (سي إيه إم).
يوصى بإجراء ثلاث خطوات عند اختيار مقياس الوجدان. أولًا، يجب التفكير بالمركب المحدد المراد قياسه. ثانيًا، اختيار الإطار النظري تبعًا للمركب المختار. أخيرًا، تقييم ميزة القياس النفسي للمقاييس المتاحة (على سبيل المثال، الموثوقية والصلاحية، الخ..).

## مقاييس الوجدان العام

### بّي إيه إن إيه إس (PANAS)
يعد جدول الوجدان الإيجابي والسلبي (بّي إيه إن إيه إس) أحد المقاييس المستخدمة الشائعة. يُطلب من المشاركين الخاضعين لهذه الطريقة تقييم درجة 20 شعور قد مروا به باستخدام مقياس لايكرت المؤلف من خمس درجات تتراوح بين «القليل جدًا» و«الكثير جدًا». وقد تختلف التعليمات الدقيقة تبعًا لهدف الدراسة المجراة: فقد يُسأل المشاركون عن إحساسهم حاليًا أو خلال فترات زمنية أطول (مثلًا خلال العام الماضي). تكون نصف الكلمات الشعورية الموجودة عن الوجدان السلبي (مكروب، ومنزعج، ومذنب، ومستحٍ، وعدائي، ونزق، وعصبي، ومتوتر، ومرتعب، وخائف)، والنصف الثاني عن الوجدان الإيجابي (مستمتع، ومتحفز، ومتيقظ، ومتحمس، ومتفائل، ومُلهَم، وفخور، وحثيث، وقوي، ونشيط). تعتبر هذ الطريقة عالية الموثوقية للسكان غير السريريين. تشير الدراسات المستقلة إلى إظهار هذه الطريقة صحة المركب بشكل ممتاز. ورغم استخدامها الواسع، تملك قيودًا عديدة يجب على الباحثين الدراية بها أثناء عملية الاختيار. فكما تشير النظرية الأصلية، الوجدان هو بنية ثنائية القطب من مركب تكافؤ وإثارة. وعلى أي حال، يعرض تصنيف الشعور الإيجابي والشعور السلبي أحادية قطبية الأمر الذي يتضارب مع الأساس النظري للوجدان. ومن القضايا الأخرى المشاهدة القيود التاريخية. وتطورت في البداية كمقياس للمزاج، إذ تمثل عناصرها خليطًا من مركبات مختلفة مثل الوجدان والشعور والمزاج. ولكن بعض العناصر لا يمكن إدراجها ضمن أي فئة، كما المكروب والعصبي.

### بّي إيه إن إيه إس-إكس (PANAS-X)
هي النسخة الموسعة من بّي إيه إن إيه إس وتتضمن 60 كلمة (عنصرًا) بدلًا من 20. تكون التعليمات وتنسيق الإجابة متطابقة مع الشكل القصير منها. وعلى أي حال، لا تقيس الوجدان الإيجابي والسلبي عامةً، بل أربع مشاعر سلبية أساسية (الخوف، والتوتر، والذنب، والحزن)، وثلاثة مشاعر إيجابية أساسية (المرح، والثقة بالنفس، والتيقظ)، وأربعة حالات وجدانية أكثر تعقيدًا (الخجل، والتعب، والطمأنينة، والتفاجؤ). يمكن اعتبار الاستمرار الداخلي (معامل ألفا كرونباخ) لكل هذه المقاييس كافيًا (جميعها α≥.74)، فهذا يعني تعبير الأشخاص عن تجربتهم جميع المشاعر والذي يعد من مقاييس القوة. يقدّم كُتيب تعليمات بّي إيه إن إيه إس-إكس معلومات قياسية نفسية أكثر شمولية.